# Gilbert Creek
Gilbert Creek – jednostka osadnicza w Stanach Zjednoczonych, w stanie Wirginia Zachodnia, w hrabstwie Mingo.